# Catharina Oostfries
Catharina Oostfries o Trijntje Sieuwerts (Nieuwkoop, 1636 – Alkmaar, 13 de novembre de 1708) fou una pintora de vidre neerlandesa de l'Edat d'Or neerlandesa.

## Biografia
Segons Arnold Houbraken es va dedicar al dibuix i la pintura durant més de setanta anys.
Segons el Rijksbureau voor Kunsthistorische Documentatie era filla de Siewert Oostvries, i va ser coneguda també com a Trijntje Siewerts. Va aprendre del seu germà major Jozef Oostfries, un pintor de vidre molt respectat en Hoorn.
Va contreure matrimoni amb un pintor també de vidre Claes Pietersz van der Meulen, i el seu fill Sieuwert van der Meulen va seguir la tradició familiar de dedicar-se a la pintura. La seva germana Heiltje es va casar amb el pintor Jan Slob, qui havia estat un alumne del seu germà.